# Legio I Maximiana
A Legio I Maximiana (de Maximiano) foi uma legião romana comitatense, provavelmente criada no ano 296 ou 297 pelo imperador Diocleciano. 
A I Maximiana foi formada juntamente com a II Flavia Constantia, para guarnecer a recém-criada província de Tebaida, no Egito. Por isso, ela também é conhecida como Maximiana Thebanorum ou Thebaeorum ("legião tebana de Maximiano"). Uma vez que nenhuma Legio I Maximiana foi listada como estando estacionada em Tebas no Notitia Dignitatum, a designação é interpretada de forma ampla como significando a província de Tebaida de maneira geral. O cognome originou-se de Maximiano, o co-imperador junto com Diocleciano.

## História
Em 354, a I Maximiana estava na Trácia, nas redondezas de Adrianópolis (atual Edirne). Por isso, é provável que ela tenha lutado na batalha de Adrianópolis, em 378, quando o imperador Valente foi derrotado e morto pelos visigodos. Ainda de acordo com o Notitia Dignitatum, a I Maximiana Thebanorum estava sob comando trácio (mestre dos soldados da Trácia; magister militum per Thracias) no início do século V, enquanto que a I Maximiana estava em Filas (no Egito, ao sul de Assuã), sob o duque da Tebaida (dux Thebaidos).

## Lenda da Legião Tebana
A I Maximiana é por vezes confundida com a lendária legião Tebana, da história de São Maurício, do século V